# Rock de Paraguay
El rock paraguayo es el rock creado en la república del Paraguay por grupos y solistas del género, en varios de sus estilos. En Paraguay, se denomina indistintamente rock nacional o rock paraguayo. Por extensión, también se incluyen en la categoría de rock paraguayo a la música hecha por bandas integradas por paraguayos residentes en el extranjero y extranjeros que en Paraguay se dedican al género.

## Preludios

### Contexto
Señala el periodista paraguayo Sergio Ferreira, en entrevista para "Panorama de las artes en Paraguay" "el primer referente del rock nacional no es un músico, sino un locutor y bailarín de nombre Bernardo Aranda: era él quien pasaba rocanrol en la antigua Radio Comuneros. Como dato curioso: ...fue también este hombre quien protagonizó el inicio de la triste leyenda urbana '108 y un quemado'".
A mediados de la década de 1960 surgieron músicos que interpretaban sus propias obras en castellano y relataban en ellas vivencias personales y cotidianas, se mostraban disconformes con el sistema y la opresión política. Como señal de rebeldía, usaban el cabello largo y vestimenta de cuero. Otros, simplemente se inspiraban en la estética de la beatlemanía y el Flower Power.
Con la influencia de la movida anglosajona y el beat argentino, este movimiento underground tomaba forma bajo la denominación de música beat o progresiva, en contraposición a la generalidad de las populares orquestas de baile ("bailables") de la época. Las bandas pioneras del rock paraguayo ofrecían recitales en pequeños locales, en la calle y aun en salas de cine, a veces con un público que no respondía de buena gana. Inclusive en tales circunstancias, había seguidores impenitentes.

### Primeros materiales discográficos
Se puede mencionar como punta de lanza del entonces emergente movimiento beat a Los Teenagers Paraguayos, La Baby Jazz, Los Big Boys, Los Blue Caps, Los Rebeldes y el dúo IODI, formado por los hermanos Dirk y Jörn Wer Wenger, quienes firmaron contrato con EMI Argentina, sello bajo el cual lanzaron varios álbumes; al igual que Los Blue Caps, surgidos en Asunción en 1965 que se establecieron en Argentina, contratados por EMI Odeon, donde estuvieron cerca de una década y lanzaron tres EPs (entre 1969 y 1971). Como era la norma en la época, la compañía de discos seleccionaba temas comerciales para grabar. En 1968 hizo su aparición el grupo Los Rebeldes, que editaron (entre 1968 y 1969) un material en vinilo, consistente en 4 temas (maxi - single), que pueden considerarse, junto a los materiales producidos por los Blue Caps y por el dueto IODI, las primeras grabaciones discográficas del rock paraguayo; certificando el nacimiento del rock paraguayo, aunque sin distanciarse de la llamada música beat. Posteriormente, el grupo pionero en los registros fonográficos del rock paraguayo, Los Rebeldes, emigró al Brasil, en donde consolidó su carrera musical. Lastimosamente no dejaron registros fonográficos. Los Blue Caps desarrollaron lo más importante de su carrera en la Argentina, donde publicaron sus LP. Caso particularmente curioso el de JODI (luego cambiado a IODI por la discográfica). El dúo formado por los hermanos Wenger nunca actuó en vivo, por decisión personal. Antes, ellos integraron el grupo The Rabbits, que lanzó un compacto de cuatro temas (también registro pionero) tuvo una prolífica carrera de producción musical que sí se vio reflejada en álbumes y múltiples sencillos. De hecho, estrictamente hablando, podemos decir el primer LP (long play, larga duración) de rock hecho en Paraguay es "Pop espontáneo", de Jodi, claramente diferenciado del beat o música popular comercial. Sergio Ferreira, en su libro "Tengo un tema" aclara que es el primer larga duración de rock en Paraguay, pero que no nació como fruto del movimiento del rock paraguayo, sino de forma independiente.
Esta nueva corriente musical se enfrentó al problema de la difusión. Además de ser tachados de elementos desestabilizadores en pleno apogeo de la dictadura del general Alfredo Stroessner, se veían los músicos en la necesidad de prestar o alquilar instrumentos para ensayar y ofrecer conciertos. Pensar en grabar placas discográficas resultaba utópico para casi todas las bandas. A pesar de ello, existirían antiguas grabaciones caseras de distribución muy reducida.
También en esta época, surgieron grupos como Mugre, La Banda de la Luz Cósmica, Ataúd, Los Bravos, Alcy Rock, Los Buffalos, el Trío Acústico de Gladys, Chester Swann (luego llamado el Abuelo del Rock Paraguayo).
En 1970, se realizó el “Primer Festival Beat de la Canción”, evento que consistió en una justa de bandas, en la que resultó ganadora la agrupación los VIP's. Participaron también The Aftermad's (antes llamados The Ravens en 1966), Les Escarbots, Los Mau Mau's, Los Relámpagos, Equipo '87, Los Harmony's y Los Topos. Se edita el primer compilado LP (long play) en vinilo del beat rock paraguayo, con temas de las bandas participantes de dicho evento. La década de los años 1970 contempla cómo algunos de los pioneros del rock en Paraguay van haciendo camino.
En 1971, según el documento "Panorama de las Artes en Paraguay" (ver bibliografía), hubo un festival con formato Woodstock en el Botánico, a beneficio de los damnificados por el terremoto en Managua. De él participaron las agrupaciones de un joven Roberto Thompson, de Chester Swann y Los Rebeldes. En el festival (también en el Jardín Botánico de Asunción) de 1973 se presentó la agrupación inglesa Chriistie. En 1974 se realiza el denominado festival de música "progre" (progresista, como se llamaba al rock, evitando así el nombrarlo), que terminó en represión policial. Hubo también un Festival de la Música Progresiva en 1975. A partir de ese mismo año se abre el espacio de "La Misión de Amistad" en Asunción para festivales que congregaba a bandas underground del rock nacional y a sus devotos. Cabe destacar que mientras las orquestas de baile (covers) se presentaban en bailes populares, los grupos del naciente rock se presentaban en pubs, locales nocturnos.
En 1977 se puso en escena la ópera Rock Jesucristo Súper Star (con Carlos Báez de los Aftermad's en el papel de Jesucristo y la cantante Valencia en el papel de María Magdalena).
Los Hobbies también propusieron en 1977 en el parque Caballero "24 horas de música", del que participan varios grupos. Se repitió la experiencia en 1978.

## Orquestas de baile ("orquestas bailables") vs. Bandas de Rock: Empieza a abrirse la brecha tras la época beat
Al analizar los principios de la música contemporánea popular en Paraguay (desde la década de 1960 hasta principios de los '80s) resulta interesante demarcar el límite entre orquesta de música bailable y banda de rock. Por aventurar un delineamiento, se puede afirmar que la orquesta de baile se caracteriza por su fin comercial, es decir, músicos contratados para animar fiestas, bailes de carácter público o privado. Son agrupaciones mayormente de covers. Pudieron haber tenido enorme popularidad en el rubro de actuar a lo largo y ancho de la capital o interior del país, en función de proveer de música para bailar a un público que no asiste para escuchar a un grupo en particular, sino a un evento de carácter festivo, recreativo. Anterior a la música beat (una suerte de pop rock) las orquestas de baile se denominaban "típicas y de jazz". Dichas agrupaciones cotizaban mejor, cuando con mayor fidelidad interpretaban los éxitos de moda, de la radio, internacionales o tradicionales. En cierto sentido podría decirse que eran grupos pop. Algunas bandas, como los Aftermad's, los Hobbies, a la vez que se ganaban la vida con música comercial ajena, también hacían incursiones en la creación musical, inclusive composiciones que claramente podrían definirse hoy como rock. En cambio, una banda de rock paraguayo "teete" (que significa propio, verdadero, en guaraní), era básicamente underground en los primeros tiempos del movimiento. A pesar de los pingües ingresos económicos que podría reportarle lo que esencialmente era una afición (mucho después en la historia se podría hablar de una profesión), una agrupación roquera elaboraba mayormente su propia música y a pesar de la nula publicidad o fomento de parte de cualquier estamento, se mantenía en escena hasta cuando "el amor a la camiseta" lo permitiera. Hubo varios grupos, como el caso de los Buffalos de Asunción, vigentes desde 1968 hasta el presente, que en determinados momentos de su historia optaron por la creación musical, pero durante la mayor parte de su trayectoria se dedicaron a ser agrupación-tributo de los 4 de Liverpool e intérpretes de conocidos éxitos de rock comercial.
Algunos nombres de las legendarias orquestas de baile: Los Teenagers, Los Aftermad's, Big Ben, Hobbies, Jockers, Foxies, Freedom, (Super) Equipo 87, Pussycats, Tommy's (Superstars), Gipsies, Tauros de Caacupé, Las Estrellas Femeninas y California Super Stars (con Catunga Pereira, agrupaciones femeninas), Merry Makers de Villarrica y otras tantas. Dichos grupos tenían en menor grado un repertorio propio, esmerándose principalmente en interpretar éxitos rock, pop, latinos, románticos, de grupos en boga. Nota aparte, como un remanente de aquellas pasadas glorias surgieron luego del año 2000 la Retroband de Emilio García (ex-Hobbies) y Asunción Blues (de Derlis González, miembro de varias históricas agrupaciones), que mantienen el espíritu de las orquestas bailables.
Con la aparición, en los '80s, de los "disc-jockeys" (ahora simplemente Dj's), paulatinamente llegó a su fin el esplendor de las orquestas de baile y por diversas causas, el rock empezó a emerger de la vida oculta a la pública, en Paraguay.
¿Cuál es el criterio para una agrupación deje una marca indeleble en la historia? De hecho, no toda aventura musical puede considerarse parte destacada del transcurso del rock en Paraguay, pero varios factores permiten determinar el que un solista o una grupación ingresen en las páginas de la historia. El registro fonográfico es uno de ellos. Un material de audio para la difusión de la obra del artista. Los grandes festivales, recitales. El ser influencia en los que le siguen. La aparición en medios de prensa, el ser los primeros en incursionar en un terreno. Algunos ejemplos: Primer grupo de rock paraguayo en dejar registro fonográfico, Los Rebeldes. Primeros grupos paraguayos de beat con proyección en el extranjero Blue Caps e IODI. Grupos participantes en el primer compilado "Primer Festival Beat del Paraguay" LP. Agrupación pionera femenina: California Super Stars. Primer grupo que grabó un LP exclusivo de música rock, Pro Rock Ensamble.

## Década de 1980: Expansión del movimiento underground
En el año 1980 el maestro compositor Luis Szaran, junto al periodista y escritor Jesús Ruiz Nestosa componen y estrenan la cantata rock "Disidencias. 10 Asaltos a la memoria", en colaboración con Los Hobbies, grupo conocido principalmente por su trayectoria como orquesta de baile, pero también exponente del pop latino en Paraguay.
En 1983 el locutor Cheno Apuril, Koko Orem y amigos de los medios (discotecas, tiendas de discos y equipos) organizan el Festival de Videos de Rock en la legendaria Planta 1 de Coca Cola. Con un formato que incluía proyección, novedosa en aquel entonces, de grandes bandas de la escena mundial, se presentaron: Chester Swann y Cachorrock Sanabria (Parehára), Nash, Onda Corta, Campanellas de René Ayala (world music), Oboe, Buffalos, Nash.
Faro Callejero es un grupo de principios de los '80s, al igual que Surmenage. Emerge el grupo Pro Rock Ensamble, que inmediatamente consigue editar un sencillo de dos canciones (Ego Kid y Joe el Justiciero y En los campos del amor) en ese mismo año y que señala un hito al escindirse claramente el rock nacional paraguayo de sus difusos orígenes beat - pop - bailables. En 1983 publican el LP Música para los perros, que tiene el mérito de ser el primer disco de larga duración exclusivo de una banda paraguaya claramente roquera. El disco tiene temas especialmente destacados y pulidos como Ensamble I, con un sabor progresivo y de rock - fusión. Pro Rock Ensamble realiza multitudinarios conciertos (para la época) en estadios, colegios, programas de radio y de televisión. A fines de 1983 deciden separarse, ya inscriptos dentro de la historia del rock en Paraguay. En 1996 fue relanzado Música para los perros en formato de disco compacto, con todas las canciones remasterizadas, y un bonus track, una grabación en vivo inédita.
Definitivamente empieza a haber un creciente número de lanzamientos en forma de demo-tapes y casetes para la difusión radial y de mano en mano, sobre todo en la segunda mitad de la década de 1980.
En esta década el rock comienza a afirmarse. Aparecen más grupos que hacen crecer la variedad de estilos musicales, como Cash al Contado, The Deeks (blues), Nube Pasajera y Onda Corta. El heavy metal hace irrupción en la tierra guaraní con este trípode: Nash, Metal Urbano y Rawhide. Rawhide (1985-1991), cultivó el thrash metal, lo cual resulta llamativo, considerando que normalmente, en los demás países las bandas iban apareciendo y evolucionando lentamente desde el hard rock hacia los demás sugnéneros.
En 1986, la Radio Primero de marzo de Asunción organiza el "Festival de la Década", por los diez años de la emisora. Este festival marcó un hito que congregó a importante número de artistas y bandas de rock, pop, orquestas y del combativo movimiento Nuevo Cancionero (como se llamó a la encarnación local de la Nueva Trova Latinoamericana).
En enero de 1988 se llevó al cabo el mayor festival de rock internacional que se haya organizado hasta el momento en Paraguay: "Rock Sanber". El rock latinoamericano fue protagonista y se logró congregar al mayor público aficionado al rock en tierras guaraníes. De él participaron grupos argentinos y brasileños como Soda Stereo (en imparable ascenso), Fito Páez, Paralamas, Roupa Nova y los nacionales: Los Hobbies, Onda Corta y Rh+. De las bandas locales, fue esta última la revelación que caló hondo entre el público presente, con tonos inspirados en The Police y un sonido pop rock, contando entre sus integrantes nada más y nada menos que a "Goyo", el estrangulador de acordes, Roberto Thompson.
El año 1988 significó el peldaño desde el que el rock en Paraguay empezaría a ascender en cantidad y calidad, con inusitada energía. Evolución 2000, nombre de los festivales organizados luego del Festival de la Década, por la Radio 1.º de Marzo de Asunción, en su segunda edición (la primera fue en 1987), congregó a numerosos grupos nacionales, algunos nuevos y otros veteranos: Los Buffalos, Onda Corta, The Deeks, Da Capo Rock, Rh+, AutoStop. Ese mismo año, el recordado locutor Tony Morgan, de Radio Cordillera FM, estuvo en el aire los sábados a las 11:00 de la mañana con el programa "Nuestro tiempo de Rock", dedicado preferentemente a la difusión de material nacional, entrevistas y algo de rock internacional. 
Muchos, por primera vez empezaron a seguir las huellas de una movida paraguaya, con epicentro en el underground capitalino. A partir de 1988 empezaría, y con el correr del tiempo a ser menos anecdótica, la permanencia en el aire de programas con espacios dedicados al rock nacional. Este año también, luego de una brecha de 5 años con respecto a “Música para los Perros” vio la luz una nueva placa discográfica, el maxi-single “Brebajes de Amor” de RH+, con 4 temas. El célebre guitarrista Roberto Thompson, guitarrista de la agrupación, participó de ambos materiales mencionados. 
Ese año de 1988 y siguientes, vieron crecer la actividad de grupos como Alerta Roja, Punto y Aparte (el nombre previo que tuvo el grupo "Vértigos" de Marco Todisco), Control Remoto (de Jorge Landó, ex-Onda Corta), Cortocircuito, Acero Inoxidable (de Willy Suchar), Scythe (de Raymond Méndez Hynes), Dafmanhell, Rigor Mortis (de Nicodemus Espinosa), Avalon (agrupación femenina). Cabe destacar que el mencionado "Evolución 2000" destacó como una serie de festivales con que la mencionada emisora de radio asuncena marcó historia. Sus ediciones fueron las de: 1987 (mayo), 1988 (mayo), 1989 (mayo), 1992 (septiembre, en la cima del Cerro Lambaré), 1994 (destacado por el 1.er casete compilado de los grupos que se presentaron), 1996 (última edición y que dio pie al 2.º. casete compilado). Dichos eventos ofrecieron el escenario idóneo a los diversos géneros de música popular en Paraguay (pop, rock, nuevo cancionero, jazz, cantautor). En 1989 y 1990, con sus dos ediciones, el festival "Rock de la Madera" de Caaguazú abrió las puertas para que el interior de la república también muestre en escena a sus agrupaciones, junto con las de la capital.
Al final de la década destacan en mayor o menor grado formaciones como Kaos (primer grupo de punk paraguayo, capitaneado por Felipe Vallejos), Medusa, Réquiem, Ni los Perros, Eos, Metal Urbano, Faro Callejero, Khyron, Batallón, Scoff, Vértigo, Disincarnated, Conexión, Deimos, +A, Manta Hippie, Fragile, Opresor (Death metal y Grindcore), Sumeria (producto de la disolución de la banda Opresor).

## Década de 1990: Un panorama que se amplía favorablemente
En los años 1990 el rock paraguayo se encontró frente a horizontes más propicios para su desarrollo y expansión. Históricamente, se inició la denominada "transición democrática", tras la caída, en febrero de 1989, del gobierno de Stroessner. Se experimentó una mayor libertad que la ciudadanía en general y los roqueros en particular gozaron. Se volvió notablemente menos complicado el realizar conciertos y festivales. Se formaron muchas bandas con integrantes que promedian los 20 años de edad e influenciados por la corriente alternativa y experimental.
1990: Andy del Puerto (locutor, productor) organizó el concurso "La Bengala perdida" (en alusión a un tema de Spinetta) que buscaba estimular a los creadores e intérpretes de la cada vez más consolidada escena del rock paraguayo. Son nominados, entre otras categorías, bandas o solistas como: Alcy Rock, Autostop, Cash, Cora, Cortocircuito, Rawhide, Síntesis, con  Livio Sánchez y sus Baladas Rockeras "AVISAME" y "SIN VOS" 1+1 (Willy Suchar y Luis D'Agostino), Vértigos (de Marco Todisco, alias Charlie Nutella).
En 1992 la agrupación Síntesis empezó a sonar en las radios con la balada "Avísame". Aparecieron grupos como In Situ, Dogma, La Corte, Ashborne, Enemigos de la Klase, Stonehenge, Human Race, Turkish Blend, Roulettes, The Suffer, Funeral, El Señor Elefante, Sabaoth, Dismal, Tantrum, MCA27, Gautama, Diabolical, Destroy, Wisdom, Adonay, Building Heads, Raza, Power Drive, Subsonic, Neandhertal, Armagedom, Arkangel (con su balada "Por siempre" emitida por varias emisoras FM de la capital), Orión,Deliverance, Violent Blue, Gaudí, Charlotte, Réquiem, Zótano, Deamnamus Dominiun, El Templo, Shaman, Everglade, Simulacro, Ripper, Korban, Agonía (Cnel. Oviedo) La primera banda de Black Metal Doom Gótico en esta ciudad, lanzaron su primer demo en 1993 un sencillo con tres temas: Stigia, Dulce Agonía y 77 misterios. En esta época nace la banda Corrosión que luego de una carrera meteórica, lanzó un casete con 10 temas, grabados en estudios de Río de Janeiro, a través del sello nacional IFSA. Una año después se convirtió en la primera banda paraguaya de Metal en lanzar un CD en el exterior a través del sello Dynamo Brazilie, en São Paulo.
Las canciones dejaron el tono de protesta con la transición democrática. Tampoco se percibe notoria influencia del rock paraguayo de la década anterior. En aquel entonces no existía un acercamiento con las raíces folclóricas y populares, es decir, con la música basada en la polka paraguaya, la guarania o cantada en el idioma ancestral, el guaraní; descontando algunos ejemplos (Krhizya, Dos Tribus, Corrosión), y el grupo de paraguayos emigrados a la Argentina, Taperã, que en 1989 lanzó un casete, con un marcado acento socialista y el destaque del guaraní como lengua empleada. El músico argentino Kike Calabrese, luego fundador de Ni los Perros y Arkángel formó parte de esta agrupación.
La escena se concentra en áreas urbanas. Especialmente en el conurbano asunceño se desenvuelven nuevas propuestas, como Syon, Ashborne, Querubes, Metal Heart, Remorse, Inside Death, Decibel, Abomination, y Scarlet (power metal). La realización de minigiras por locales nocturnos se va acrecentando. Aún para la primera mitad de la década de los '90s escasean espacios para conciertos de este tipo.
En 1996 es lanzado el primer disco de Black Metal en el Paraguay, "Sabaoth" del grupo Sabaoth, destacado por ser el primer grupo en Sudamérica de este estilo. La agrupación se formó en 1992 y habían lanzado 2 demos "Dentro del Culto" (1993) y "Southern Twilight" (1994). En 1994 surge la banda Shaman que lanza un demo de 5 temas, Demonios y un tema que se incluye con otras agrupaciones de la época en el compilado Evolución 2000, bajo el sello discográfico IFSA (aun en formato casete).
La venida de diversos grupos del exterior consolida el rock paraguayo. En noviembre de 1993 se da el concierto de Bon Jovi. En 1996 tiene lugar la visita de ANIMAL y en 1997 el sector del metal se vio sacudido por la presencia de los alemanes Sodom y los ingleses Napalm Death. El grupo paraguayo Funeral (death metal) participó en festivales en Brasil y Argentina.En ese mismo año (1997) nace Mayborn, una potente banda de thrash metal de la unión de algunos integrantes de Orión y nuevos músicos; lanzaron dos demos en formato casetes, apadrinados por la Fundación ADN y la cadena Roquera hicieron una gira nacional acompañados de bandas como Funeral, ethereal Shadows, Life Memory, Krhizya y Gautama, teloneando en 1998 a los brasileños Psycodeath. En 1999 grabaron un disco de la mano de Willy Suchar y Rodolfo Brugada, el material nunca fue editado.
Solo un puñado de discos logran ser editados en este periodo debido al todavía limitado arrastre del movimiento roquero en el país. Entre los materiales destacados de la época, algunos totalmente independientes, podemos citar "Rompiendo el Cristal" (Deliverans); "Dispersión" (In Situ); "Report of exploitation" (Corrosión); "Radio Fabula" (Gaudí); "Blackmail" (Ashborne); "Humanimal" (Steel Rose); "Sabaoth" (Sabaoth), "Rompe la Piel" (Raza); "339" Turkish Blend; "1811" (Próceres de mayo); "Almas?" (Gaia).
En el año 1998 se lanza también el primer disco de punk de Paraguay con el nombre de "República o muerte" de manos del grupo "Enemigos de la Klase", proveniente de la ciudad de Mariano Roque Alonso. La agrupación había empezado a sonar en 1992. Destaca el fuerte contenido sociopolítico revolucionario propuesto a través de las letras y diálogos.
En el espectro del pop/rock, a fines del año 1998 aparece el grupo Partes Iguales imponiendo un estilo totalmente diferente y único para lo que era en ese entonces la escena local. Lanzan el disco "Algo de esas cosas" a fines del año 1999, con temas como Allí estas vos, Algo de esas cosas, En algún Lugar, Paseo, Rantanplan, etc, canciones que a base de guitarras de nailon, acústicas, piano y percusión, y letras con mucho contenido, rápidamente se convirtieron en clásicos de peñas y fogones, convirtiendo a Partes Iguales en uno de los grupos más importantes en el género.
En el año 1999 se editan dos nuevos discos de Black Metal: "Dominus Infernal" el primer trabajo de larga duración de Diabolical, y "Windjourney" el segundo trabajo discográfico de Sabaoth, ambos editados bajo el sello Argentino, Icarus Music. Para el mismo año, la banda Shaman lanzó su álbum "Ritual". Curiosamente, resultó ser un disco homónimo al primer disco que la homónima banda de metal brasilero lanzó 3 años después.
El rock y el punk, a fines de la década, igualmente florecen en la capital con grupos formados en colegios secundarios, como Axis y Uno y Medio, que sobresalen en eventos estudiantiles y con seguidores más jóvenes. Axis presenta por primera vez una radioemisión en vivo de sus canciones, en la radio Rock & Pop (95.5) que fomenta enormemente el crecimiento del rock paraguayo.

## SigloXXI: 2001 a 2015
Antes de asomar la centuria, en 1999, cobró fuerza de manera inusitada la escena roquera en Paraguay. La aparición del sello Kamikaze Records, de la mano del músico y productor argentino Willy Suchard dio gran impulso a la producción orgánica de material discográfico de las bandas nacionales. Poco a poco, en cada uno de los siguientes años, hasta el presente, fueron sucediéndose lanzamientos de discos de un variopinto e interesante número de bandas paraguayas.
Por fin se puede verificar un auge del rock paraguay, que se da con el fenómeno producido por la banda pop rock Paiko, quienes con una versión rock del tema popular “Kurusu vera” lograron sacar al rock paraguayo del circuito under, llevándolo a los rankings y abriendo puertas de muchos medios de comunicación, para el rock. Inclusive con posterioridad la mencionada llega al "disco de oro" con CD “Impulsivamente” - Paiko (2005) Zumba Records. En el 2004 Ese Ka'a y sus dos canciones clásicas del Rock Nacional, Que Divague y Nunca es Tarde. Estas dos canciones llegaron al puesto número uno en varias emisoras, no solo en la Rock and Pop, sino también han superando inclusive a géneros populares, dando así una gran referencia al Rock Nacional.
Para la primera década de los 2000, el sonido del rock paraguayo fue haciéndose más sólido, en sintonía con lo que sucedía en el resto del planeta. Numerosos grupos se formaron, otros continuaron lo que ya previamente habían iniciado. Precisamente en este año Gaia, lanza su segundo CD de la mano de Kamikaze titulado "DOS". En ese esquema el rock de Flou, de Nothing (luego NOD), Eterna, Revolber, Arkangel, Gent, Ram, Orchablex y otros grupos, tuvo sus adherentes. Muestra de esta escena creciente y renovada fue el primer número uno en la radiofonía nacional de una banda local, Flou con su tema Delirio de su primer álbum, Ataraxia (2003), llega al tope del ranking de la emisora de rock 95.5 Rock and Pop convirtiéndose así en la primera banda nacional en colocar en primera posición un tema en dicho ranking. También Revolber en el 2004 con su gran hit "El Solo" el disco "Kaimonomacaco" fue "disco de oro" en el 2004.
Inclusive en la escena Punk se destacaron nombres como Área 69, Garage 21, Piter Punk, Trifulka, Kuerda Floja de Fernando de la Mora, Mente Salvaje (hc/punk) de Mariano Roque Alonso, 3Fronteras (punk ska - reggae) de Villarrica, Fulanos del Sótano de Concepción, Vecindad Autopsia (punk/ska/hc) de Presidente Franco, Changoz (banda paraguaya con más discos grabados).
Además el ska punk que también fue tomando posiciones relevantes:Ese Ka'a, Ripe Banana Skins, Soldado Desconocido, Square Pants, Suburbian, Moon Ska Monkeys, Trifulka, Chicken Way, Pick-It-Up, Wocco y Senoskapunk.
Desde que Nash, en 1984 inició la incursión del heavy metal en la escena nacional, abundaron grupos afines al género, en muchas de sus vertientes. Con sonidos, vestimenta, actitudes y aspecto propios de las décadas precedentes proliferaron grupos metaleros y conciertos en lugares emblemáticos como la Casa del Pueblo (sede del Partido Revolucionario Febrerista): Overlord (banda), Sabaoth, The Profane, Slow Agony, Acrux, Underhell, Funeral. Algunos otros nombres que se alistan en el heavy metal paraguayo (y los subgéneros) hasta el presente, subiendo a escena de manera periódica son: Mano de Gloria (quienes desde Concepción lanzaron su primer material oficial titulado "Redux" en el 2011), Cylon, Anfuse, Raven Queen, Repulsive Exhume, Ignis de Anima, II Raíces, Rushmore, SACRO, 220 Voltios, Patriarca, The Force, Catarsis (Coronel Oviedo), Kuazar, This Oversight, Chernobyl (ThrashMetal), Thrash Crusher, Slath, Motorized, L'estertor, Hell Empire, To Arkham, Suicide Note, Kóga, Khimaira, Reprimidos, Evil Force, Under Assault, Evil Assault, Speed Evil, The Axe, Abomination, Massive Execution, Slayground, Aggressive Squad, Elam Rage, Speed Thrasher, Hell's Echoes, Roush, Whitout Remorse, Neckbreaking, Rage Mob Hated, Vinyl (desde Ciudad del Este).
Otra vertiente del metal paraguayo se orientó hacia un estilo más oscuro en cuanto a la temática y la estética, el black thrash metal:, como también grindgore y death metal con bandas como Sadistic Art, ablaze, In MemoriaM (Death metal melódico), entre otras.
Por fin en esta primera década y en la siguiente, empieza a destacar la música que incluye el 6/8 típico de Paraguay: Dosis, Rolando Chaparro, La Secreta, Fauna Urbana, Made In Paraguay, Banana Pereira y la República, 6 Morocho, etc. Incluyendo en sus respectivos repertorios la tradicional cadencia de la música paraguaya, el 6/8, así como elementos del jazz y otros ingredientes de la world music. La agrupación Dokma, un referente infaltable a estas alturas, editó 3 discos históricos para el rock progresivo paraguayo, "Afroloco Uno", "Amerikachorros" y "Eurofeo".
Otras bandas de la nueva movida relacionada al rock, surgidas y consagradas en esta primera década del siglo fueron: Bohemia Urbana, Evas (conformado por jóvenes mujeres) Tierra Rockja, Orcháblex, Salamandra, Los Chamos del Momento, Tres Fronteras (banda), TAVAT, Catarsis, Pornostars, The Añamembys Band, Nhandei Zha, Röw, TTEOTT, Océanos, A Few Memories, c.A.L.m.A, Ánga, Nosün, Carnival Prozac Dreams, Forget-Me-Not, Bossa Mbae, Cultura Nativa, Días de Gloria, Aviadores del Chako, Radio Base, Nunca Viste, Brit Ranchera, entre muchos otros grupos. Además, cabe destacar, la aparición y crecimiento de bandas dedicadas a robar o realizar "covers" o "reversiones" de canciones de otros artistas, generalmente internacionales; bandas como The Kilks, Red Label, Rústico, The Generation, Los Del Boulevard, Strain Cover Band, The Silver fule, Odisea, entre otras, comienzan a ser moneda corriente en pubs y bares icónicos de la escena roquera, llegando a juntar público propio, y en muchos casos, grabando y lanzando álbumes.

## Rock paraguayo en el extranjero
En el extranjero, como se mencionó un más arriba, abre brecha el grupo Taperâ, radicado en la República Argentina (Buenos Aires), que para el año 1989 produce un casete, incursionando en distintos estilos, entre ellos el pop rock, polca, avanzada y el uso del idioma guaraní. Es notable el tema Péa peichaite.
Hoy en día el rock paraguayo se expande de manera progresiva para el exterior, siendo los casos más importantes: la edición del disco de The Profane en Colombia (2007), también en el 2007 se edita el álbum "Empire" de la banda de black metal Wisdom, que originalmente fue grabado en el 1997, bajo el sello colombiano Southern Darkness, la histórica gira sudamericana de la renombrada banda de power metal RUSHMORE con el exvocalista de la legendaria banda de heavy metal IRON MAIDEN, Paul Di'Anno y su colaboración vocal en el tema "Kingdom of demons" corte promocional, material que fue incluido en el disco (LP) que lleva el mismo nombre KINGDOM OF DEMONS, la banda de metal melódico Zeitgeist cuenta con la participación del renombrado tecladista sueco Daniel Myhr (ex Sabaton, actual Civil War) en varios temas de su LP "Shallow Play", la masiva repercusión del EP Age of Freedom (2012) de la revolucionaria banda de metal neoclásico progresivo Epsylon y su firma con el sello discográfico australiano Blue Freya obteniendo reseñas en medios locales e internacionales como El Cuartel Del Metal y Goetia Metal, la repercusión del álbum Possessed By Metal (2008) de The Force, que fue elegido mejor álbum del 2008 por la radio de Estados Unidos “Thrash Unlimited”, y las buenas críticas tanto nacionales como internacionales de Wrath of God (2009) del grupo Kuazar, que además tuvo una entrevista para la BBC y participa frecuentemente de festivales en Brasil. La banda de power metal Mythika fue finalista en el concurso del festival Wacken en el año 2011. Actualmente la banda de thrash metal paraguaya Patriarca, la banda de Heavy/Power metal Rushmore, la banda de metal melódico Pergana y la recién mencionada banda de metal neoclásico Epsylon, tienen disponible material discográfico en tiendas en línea mundiales como Itunes, Spotify y Amazon, por otro lado, el fichaje de las agrupaciones Atomic Curse con el sello Deathrash Armageddon de Japón, los Evilforce y Under Assault con el sello alemán Witches Brew y la participación en conciertos en el extranjero en el caso de Evil force en Posadas (Argentina), La Paz (Bolivia), Casacavel (Brasil), Santiago (Chile), Under Assault Santiago (Chile), Posadas (Argentina),las bandas del Este Hated y Vinyl en Foz (Brasil), Cacería la Paz (Bolivia), Glorification Buenos Aires (Argentina), Changoz, Estado do Paraná (Brasil). 
En el campo del Rock se destaca la primera gira europea de una banda paraguaya, Paiko (2006) y su firma con una compañía disquera norteamericana en 2007. La firma con una compañía disquera de Argentina por parte de Área 69 (2008)..., así como la incursión del material discográfico de la banda paraguaya Arkangel (grabado íntegramente en Paraguay), en el mercado alemán, a través del catálogo internacional emp.com en su versión europea. Así también en el 2012, Gaia lanza su quinto CD, un hito importante para la trayectoria del rock nacional, pues no es lo común que un grupo de Rock llegue a tal número de lanzamientos. En 2007 tras un épico concierto en el Pilsen Rock. Ese Ka'a tocó en el Pepsi Music Argentino. En febrero del 2010 Revolber se presenta en uno de los festivales internacionales de rock más grande de Sudamérica; el Cosquín Rock; produciéndose por primera vez la participación de una banda paraguaya en un festival de dicha envergadura. En el año 2014 la última banda en participar del Cosquín Rock fue The Añamembys band

## Grandes festivales
Marcas de bebidas ofrecieron en los últimos años Quilmes Rock, Pilsen Rock I, II, III y IV, que fueron los eventos multitudinarios más grandes en la historia del rock en Paraguay, congregando decenas de miles, en algunos casos orillando setenta mil espectadores. Inusitado para la música rock en Paraguay. Dichos festivales contaron con la participación de grupos internacionales, inclusive de la talla de Fito Páez, Molotov y Rata Blanca. Más resaltante fue la oportunidad ofrecida a numerosas bandas nacionales, que fueron apoyadas por el público local. La banda Revolber fue la única banda nacional en tocar en todos los Pilsen Rock, con una aceptación realmente destacada por los medios locales, así también Flou y Ese Ka'a Así mismo, las más recientes ediciones han sido apuntaladas por concursos de bandas de rock nacional, emitidos en canal de televisión abierta. Los últimos ganadores fueron Vecindad Autopsia y Peter Punk, que ganaron su derecho de esta manera a compartir el escenario de tan emblemático evento.
Otras iniciativas de difusión para la música rock también fueron las giras Palermo Rock y otras que van dando impulso y permiten evolucionar al rock paraguayo. Como así también el "Asunción Mosh" en tres ediciones y el "Pentamusic Metal Fest", en dos ediciones.
Los conciertos de las bandas "Rata Blanca" y "Viper", realizados en el Estadio Sol de América organizados por M-Alliance, también han tenido cierto éxito.
Jopará Musical, realizado en la ciudad de Ypacarai en la última semana de noviembre desde 2009 es una importante iniciativa de músicos locales de mostrar el rock producido en el interior del país (en este caso, todos los géneros, el rock es uno más), siendo un evento Underground que surge fuera de Asunción e independiente al mercado musical tipo empresarial. Creado por artistas del pueblo como Carlitos Ayala e integrantes de Bohemia Urbana, Salamandra, Cibernética, Bossa Mba'e, La Secreta y otros marca un hito importante en la escena musical fuera de Asunción.

## Aparición de medios de prensa y de difusión especializados
Desde el inicio de la movida roquera en Paraguay hubo periodistas afines. Programas radiales de los '80s abrieron una pequeña ventana al rock nacional, como "Noche de Rock" con Cheno Apuril (Yacyretá FM), "Relámpago de medianoche" JL Frutos (Radio Primero de marzo). Más que destacable fue el aporte fundamental de Tony Morgan con su programa "Nuestro tiempo de rock" (1988, Radio Cordillera FM) que ayudó a conocer como nunca el rock nacional. En los '90s el DJ Michi Oliva (varias radios) contribuyó también siempre a la difusión del rock nacional paraguayo. Comunicadores como Mario Ferreiro (periódicos, revistas, radio, TV) han dedicado de manera especial espacios al rock. Felipe Vallejos (La Nación), Sergio Ferreira (ABC Color) han hecho aportes a lo largo de estos años de rock nacional. Aun así, durante la mayor parte del tiempo, la publicación de eventos relacionados con el rock nacional se han dado a través de manera informal, de fanzines, redes sociales.
En 1996 inicia sus transmisiones la 95.3 FM Rock & Pop - Paraguay, luego y hasta la actualidad 95.5FM, dando cada vez más espacio al Rock y al Metal nacional paraguayo.
En 1999 surgió la revista Republicka y marcó un hito en la prensa especializada en el rock. Aunque no logró sostenerse por muchos números, dio una muestra de que hay mucho por oír y vivenciar en el rock paraguayo.
En abril del 2011 se funda Rock en Paraguay, como fanpage de la red social Facebook, como un medio de difusión de conciertos y bandas de rock y metal de origen paraguayo, el 21 de noviembre ve la luz la web http://www.rockenpy.com de dicha organización, la cual ofrece noticias relacionadas de bandas y conciertos de rock, metal, reggae y punk de origen paraguayo y de bandas internacionales que visiten el Paraguay. También es un referente importante la web http://rockpy.com/ En marzo del 2014 se lanza además la Agencia de Representación de Artistas de la misma organización, que en principio nuclea a 14 artistas. También en 2011 aparece la web especializada http://www.pynandirock.com. Desde el 2009 la web http://www.dx.com.py da difusión al rock y a su contexto cultural. La aparición en el 2015 de "Asaje Rock", que empezó como un programa de radio cuyo objetivo es la propagación y divulgación del rock paraguayo, presente también mediante las redes sociales difundiendo los eventos que se realizan en la escena local cada semana.

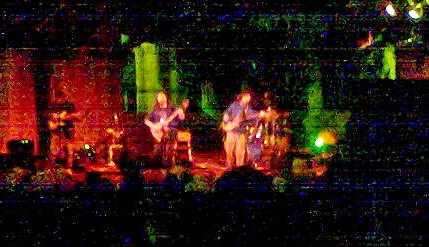
Salamandra 2007

La aparición a partir de 2011 de nuevos canales de TV, de difusión musical y/o cultural como la TV Pública, Arandu Rape (canal de cable), HEi Música (canal de cable), TV Cámara (canal de cable), Lobo Station (canal de cable desde 2016) catapultaron una nueva, creativa, variada e inclusive comercial producción musical en Paraguay. También Unicanal y Canal 8 TV (canales de televisión por suscripción) desde tiempo atrás dedican espacios a la cultura en Paraguay. En junio de 1995, CVC (a través de Canal 4 TV Cinema, hoy Lobo TV) emitía el programa de televisión llamado Rock sin límites la cual emitía conciertos de rock en diferido desde algún recinto como por ejemplo: la Arena SND, el Estadio Leon Condou, el court central del Yacht & Golf Club Paraguayo y el Estadio Olímpico de Asunción e iba los sábados a las 20:00 (UTC-3). 
La aparición de medios de streaming y reproducción de medios a través de Internet, arrancando con Youtube desde 2005 ha dado un superlativo impulso a la música en Paraguay, al igual que a todos los rincones del planeta. Algunas interesantes propuestas surgidas en la década de los 2010s incluyen Guarani Soul y su programa Guarani Soul Sessions, en cuyo canal se difundieron sesiones en vivo de varias bandas y solistas referentes (2017 - 2018).
Plataformas digitales que se han consolidado a nivel mundial, para el streaming de música (con sus pormenores), sobre todo desde 2015 son: Youtube Music, Spotify, Deezer, Soundcloud, Apple Music, Amazon Music, Tidal, Tencent Music, CD Baby, Bandcamp y muchas más. La manera de escuchar música ha cambiado notablemente en la última década. La compra de discos físicos (CD, DVD) se ha limitado a aficionados de las bandas, coleccionistas. en la actualidad la manera de hacer llegar la producción musical es a través de las mencionadas plataformas de música. Toda una dinámica nueva está vigente con respecto a la producción, publicación y difusión de las creaciones musicales. El rock de Paraguay no está ajeno a dicha dinámica.
En mayo de 2020 se inicia la transmisión en Internet de https://rocknacional.com.py/, sitio web dedicado en exclusiva a la difusión de música rock (y géneros afines) en el país. Se puede seguir también a través de las redes sociales. Asimismo, en 2020, el canal de Youtube "El Deivi", de David Moreno (Asunción) concentró su temática en un extenso y rico aporte sobre la historia y actualidad del rock (y música contemporánea en general) en Paraguay, pasando a ser en pocos meses referente obligado de los seguidores e interesados en adentrarse en este género.
La música de Adrian Benegas ha aparecido en revistas físicas en Europa, BreakOut, Sweden Rock, Hardline, PowerPlay, Rock Hard (revista) (7,5 de 10), POWERMETAL.DE (10 de 10), en la belga MUSIKA (85 sobre 100), en la holandesa LORDS OF METAL (9 sobre 10), entre otros. Además de aparecer en varias estaciones de radio en Sudamérica y Europa, y obteniendo innumerables entrevistas en inglés y español de los medios de todo el mundo.
Es el primer paraguayo en salir en la revista de heavy metal Metal Hammer.

## Extranjeros en el Rock de Paraguay
En el Paraguay siempre se ha contado con personas provenientes de otras naciones que por un motivo u otro han optado por vivir y producir creativamente en la tierra guaraní (como la llaman los extranjeros). Por solo citar algunos, Willy Succhar, músico y productor de Kamikaze Records y Gabriel Lema, que ha aportado como maestro de música contemporánea, enseñando y mostrando nuevas posibilidades a los músicos locales. También podemos mencionar a Leonardo Laterza, músico de Shaman desde 1994 al 2015; a Felipe Vallejos, destacado miembro de los pioneros Rawhide, que también formó parte de Shaman.

## La venida de grandes referentes internacionales del rock
En el año 2011, el rock paraguayo ganó espacios de difusión a través de festivales ofrecidos por las dos empresas de telefonía móvil con mayor arraigo en el mercado nacional. El primero de gran envergadura fue el "Personal Rock Festival" en el que se presentaron los icónicos grupos del hard rock mundial: Guns N' Roses y Aerosmith. Esto dio la oportunidad a grupos paraguayos de ser teloneros de estos grupos, entre ellos Hija De Mil, Salamandra y Flou, con Guns N Roses; y Linaje, The Kilks y Steinkrug con Aerosmith. Otro gran festival fue uno organizado por "Live Ace Entertainment". El festival fue llamado "Vulcan Rock" teniendo dos versiones, la primera con la aparición de Rata Blanca. Y la segunda, de una leyenda del thrash metal, Megadeth. Esta segunda edición dio la oportunidad de abrir para Megadeth a tres exponentes del heavy metal paraguayo: Kuazar, The Force y Patriarca, los cuales fueron teloneros en la segunda versión del Vulcan Rock y lograron consolidarse en este festival.
En 2012 el ex-beatle, Sir Paul McCartney dio un concierto en el estadio Defensores del Chaco ante treinta mil personas. Dos días después se realizó el All Star Rock, siendo teloneros los grupos argentinos La mancha de Rolando y Ataque 77, con figuras como Gene Simmons, Sebastian Bach, Glenn Hughes, Mike Inez y otros grandes del metal mundial.
También, en 2012 se realizó "Stoner Doom" en Paraguay, con la banda holandesa de Stoner/Doom Metal ¡Pendejo!,, y teloneras las agrupaciones nacionales Mano de Gloria (pionera del Stoner/Doom Metal en el Paraguay), Steinkrug (Hard Rock) y Anestesia (Hard Rock).
El 2013 ofrecieron conciertos The Cure, The Killers, Sonata Arctica, Barón Rojo, Tarja, Stratovarius, Enforcer, Possessed, Onslaught, Artillery, Ghost y los legendarios Slayer y Iron Maiden. En el mismo año se realizó una nueva edición del Personal Fest donde Flou, Revolber, Salamandra y Pipa Para Tabaco tuvieron la oportunidad de tocar con la agrupación Korn.
En el año 2014 se produjo la venida de la tercera banda del "Big Four" y la más reconocida de las 4, Metallica ante unas 40 mil personas. También tocaron en el país bandas como Hammerfall, Exodus y por segunda vez en el país Guns N' Roses y otras bandas como The Mission UK, exponente destacado del rock gótico británico, en su retorno a suelo guaraní después de 26 años (1988)

## Escena actual: 2015 a 2021

### Crecimiento exponencial del rock paraguayo: consagración nacional e internacional
A partir del 2014 y 2015, varias bandas grandes del rock nacional paraguayo consiguen consagrarse nacionalmente como artistas masivos, e internacionalmente van logrando participar de cada vez más giras y festivales; todo esto apoyado en sus materiales discográficos lanzados cada vez de manera más frecuente y logrando una difusión a la par de artistas internacionales, en casi todos los casos. La banda Salamandra, con su álbum "Alma en Peña" (2015), comienza a realizar giras en México y Argentina, y además logra cortes de difusión que, aparte de volverse "hits" nacionales y "habitués" en los rankings, comienzan a llamar la atención del público extranjero, quienes comienzan a posar sus oídos en el rock de paraguay; de este álbum, la canción "Solito", cuyo video sobrepasó ampliamente el millón de visitas en la plataforma YouTube, es un claro ejemplo, habiéndose convertido en la segunda canción más reproducida de 2016. Paiko, con su álbum "Agua Para el Mar" (2015) también consigue "hits" radiales y realizan un tour por México. La banda punk Garage 21, con su álbum "Fuego" (2016), logran una muy amplia difusión radial, y en 2016 su canción "Adiós General" (perteneciente a este álbum) se consagra como "Canción del Año" en la emisora Rock & Pop Paraguay. Otras bandas relacionadas al rock, que lograron captar o formar un masivo público propio en estos años fueron: La de Roberto (con su álbum "Hemisferios"), Bohemia Urbana y Revolber, por ejemplo.

### Surgimiento de nuevas bandas
En la escena actual del rock paraguayo están empezando a surgir nuevos grupos con propuestas que renuevan el panorama, como Mente Salvaje (HC Punk) Capitán Kafka (pop punk), Cien al palo (rock), El Siglo de las Luces (indie rock), Nixis (Rock progresivo/psicodélico), Fuzzkrank (stoner rock), Pirakutu, Prostitutas del Rock, Funk in da House, Amalghama, Risk, Vertical, This Oversight, Vertical Ocean, Descontrolarius, Espectral, Bastianes, entre muchos otros.
Existen cada vez más productoras musicales nacionales, y una respetable movida en cuanto a difusión promocional y lanzamientos de grupos con sus materiales, dando la pauta de que la música rock comienza a ser rentable en la escena paraguaya. Esto no resta todo el esfuerzo que se invierte. Cabe destacar que el FONDEC (Fondo Nacional de la Cultura y las Artes) ha apoyado el lanzamiento de algunos discos relacionados con el rock paraguayo. No está demás mencionar que una conocida marca de cigarrillos, Palermo, desde 2008 hasta 2014 ha llevado adelante 6 ediciones del concurso "Demostrá tu música", en el cual numerosas bandas afines al rock se presentaron con sus demos y las mejores obtenido como premio principal la producción y lanzamiento de álbumes completos (por supuesto con el explícito anuncio comercial de la marca). Algunas de las bandas que alcanzaron los primeros puestos y lanzaron sus discos: IdentidadPy (2008), Quintaesencia (2009), Pornostars (2010), Shok, Pirakutu y Linaje (2011), Cien al palo y 6 Morocho (2013), Radio Base (2014), Entre Hojas (2016).
La inclusión de una nueva calidad de sonido marca notablemente la diferencia y esto se comienza a notar a partir del año 2011, con la venida de los grupos internacionales, las bandas locales buscan lograr un mejor sonido a fin de atraer a productores. Como consecuencia de ello comienza a difundirse material fonográfico de mejor calidad, incluso en el ambiente underground. Empiezan a proliferar videoclips promocionales, ensayos en vivo y transmisiones en línea.

### Explosión indie

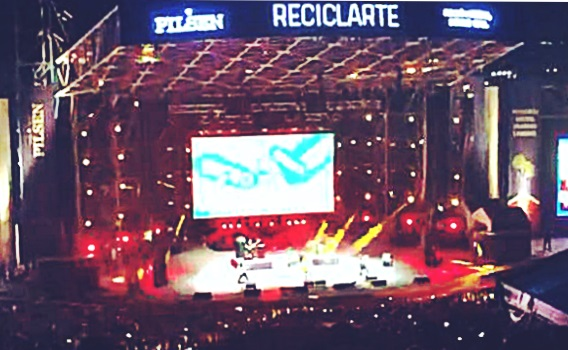
La banda de rock paraguayo, Villagrán Bolaños, en el festival Reciclarte 2020

A partir de 2015, se comienza a hacer muy presente en todo el país, pero principalmente en la ciudad de Asunción, el movimiento de la música independiente, que ya había logrado ser tendencia musical en el resto del mundo, y que era algo que ya venían haciendo algunas bandas paraguayas, como es el caso de Magnavox por ejemplo, pero sin lograr una extensa repercusión. Quizás el "estandarte" de esta nueva movida en Paraguay lo lleva la banda EEEKS (surf rock/new wave), quienes con su aclamado álbum debut "Pet City" (2017), logran tener alcance en el país, apoyados en gran medida por el corte difusión "Il Novo 60's", con videoclip incluido, el cual les otorga rotación televisiva, principalmente en el canal HEi Música. Realizan además una gira por los Estados Unidos y en 2018 estrenan su segundo álbum, "Oracle". The Crayolas y El Culto Casero son otras bandas indie que lograron repercusión nacional con sus primeros lanzamientos, llegando a compartir cartelera con grupos internacionales en festivales. Luisonz, es otra de las bandas que independientemente lograron una gran repercusión nacional, así como internacional llegando a encabezar importantes festivales en Chile, Colombia, Brasil y Argentina, además de lograr una importante venta de copias de su primer disco a nivel mundial (especialmente en Japón, en donde en varias ocasiones el disco estuvo "SOLD OUT". Mati, Mocasinos, Tender Cage, Hay un Marciano en tu Alfombra (HUMETA), Firulais, Midistroy o The Bacalaos, son propuestas que también presentaron EPs y álbumes que impactaron en los medios y en la escena alternativa, logrando alcance nacional en varios casos.
También está presente en el rock paraguayo la rama de la música independiente más relacionada al folk, al indie pop o pop rock y a la fusión con ritmos urbanos o folklóricos, aunque sin el destaque mediático o la popularidad que lograron las bandas indie rock. Anteriormente, ya existieron bandas paraguayas enfocadas al folk, como Dokma o La Secreta, por ejemplo. En esta clasificación, y ya con álbumes de estudio, se puede mencionar por ejemplo a: CharlieNutela (ex La Secreta), Roberto Simbrón (con su álbum indie folk "Jopará" de 2015), Stefy Ramírez, Mario Amarilla, José Manfredi y la ex Identidad Py, Marcela Lezcano con su álbum "Cambio de Vida" de 2017; siempre acompañada de músicos notables en la escena, como los ex La Secreta, Alejo Jiménez y Ariel Burgos en interpretación o Mike Cardozo en composición y producción.
Existen también bandas independientes sin lanzamientos oficiales al día de hoy, pero que lograron consolidar un público propio (amplio en algunos casos) y cierto destaque mediático en los últimos años; es el caso de Sarambí Apoha, Lost Gatos y Las Conchas sin Mar, por nombrar algunas. Por último, es necesario acotar que muchos de estos artistas son apoyados por el surgimiento de radios, webzines y medios nacionales en general, de carácter independiente; como la radio en línea Chernobyl Radio Activa, que comparte las obras de estos artistas en su espacio radial en línea, en sus redes o en CD compilados, gestionados por quienes participan en la radio.

## Agrupaciones/Solistas de Rock de trayectoria más extensa
A modo de ilustración sobre el estado del rock en Paraguay, la siguiente reseña de agrupaciones/solistas que han destacado en cuanto a persistencia en el tiempo (más de 5 años de actividad continua), publicación de 3 o más discos / cassettes oficiales de larga duración (sin contar demos, EPs o singles) y difusión a través de medios masivos (radio, televisión, páginas de Internet, redes sociales, plataformas digitales de streaming - Deezer, Spotify, Bandcamp, Youtube, etc.).
| Agrupación/ Solista                 | Años de actividad musical (sin considerar hiatos) | Discos (3 o más álbumes, casetes o LP —full lenght— de estudio, formato físico/plataformas digitales) |
| ----------------------------------- | ------------------------------------------------- | --- |
| Blue Caps                           | 1965 - 1978                                       | Déjame mirarte (1969, EMI), Cuando te miro (1970, EMI), Sensacional eres tú (1971, EMI), Volverás mi amor, yo te esperaré (1972, EMI), Quince días (1973, RCA Víctor). |
| IODI/JODI                           | 1969 - Actualidad (hiato 1985 - 2009)             | Pops De Vanguardia (1971, Phonogram), IODI (1975, EMI), IODI 2 (1977, EMI), Iodi (1985, EMI), Pops de Vanguardia (remasterización 2016), Pop espontáneo (inédito previamente, remasterización 2018), Alert in the jungle (2021), Spherical Distortions (2021), The Luxury Archives Part 1 EP (2022), The Luxury Archives Part 2 EP (2022), The Luxury Archives Part 3 EP (2022), The Luxury Archives Part 4 EP (2022), The Luxury Archives Part 5 EP (2022), The Luxury Archives Part 6 EP (2022), The Luxury Archives Part 7 EP (2022), The Luxury Archives Part 8 EP (2023), The Luxury Archives Part 9 EP (2023), The Luxury Archives Part 10 EP (2023), The Luxury Archives Part 11 EP (2023), The Luxury Archives Part 12 EP (2023), The Luxury Archives Part 13 EP (2023), The Luxury Archives Part 14 EP (2023), The Luxury Archives Part 15 EP (2023), The Luxury Archives Part 16 EP, The Luxury Archives Part 17 EP (2023), The Luxury Archives Part 18 EP (2023), The Luxury Archives Part 19 EP (2023), The Luxury Archives Part 20 EP (2024), The Luxury Archives Part 21 EP (2024), The Luxury Archives Part 22 EP (2024), The Luxury Archives Part 23 EP (2024), The Luxury Archives Part 24 EP (2025) También un importante número de sencillos. A partir de 2016 Jörn Wenger empieza a reactivar Iodi/Jodi remasterizando materiales, lanzando inéditos y nuevos trabajos. |
| Aftermads                           | 1966 - 1995                                       | After the battle (1978), Vivamos el show (1980), Real sensations (Sensaciones reales, 1981), Reflejos (1984), Aftermads... sus más grandes éxitos (1987), Desde Buenos Aires (maxi-single, 1987), Amor en juego (1994). |
| Hobbies                             | 1967 - 1999                                       | Qué hacemos esta noche (1981), Hobbies 2 (¿nombre? ¿1983?), Hobbies 3 (¿nombre? ¿1986?) Tengo deseos de ti (1989), Yo quiero el corazón de María (1992), 15 Grandes Éxitos (1994), De nuevo... todo el tiempo (1995). Varios sencillos y recopilaciones. |
| René Ayala y Campanellas            | 1982 - 2024                                       | René Ayala y el Proyecto de música experimental electroacústica Campanellas (Fondec, 2002), Ronda de niños a orillas del lago (Fondec, 2007), Yvyty rokáipe en concierto (DVD en vivo y documental, 2013), Maino'i/ El renacer del Fénix (2020). |
| Alberto Rodas                       | 1986 - actualidad                                 | Si bien al comienzo se identificaba con el Nuevo Cancionero, posteriormente fue acercándose más al rock en sus creaciones. Torres de Babel (1986), Testimonio (1988), Utópico (1989), Kllpe (1990), Escobas voladoras (1991), En los dominios de la pasión (1993, reeditado en 2005), Sobrevivir, en vivo en el Centro Paraguayo Japonés (2003), Globo Feroz (2004), Demodrástico (2006), Alas y Cadenas (2007), 20 años de Rockanrolarte (2008). |
| Sanctus                             | 1988 - Actualidad                                 | Sanctus (1993), Transparente (1995), Súper Dios (2004), Indestructible (2008) |
| Deliverans                          | 1989 - actualidad                                 | Rompiendo el cristal (1992 y 2002), Fluye sangre fluye (1999), Y (2005), Horizonte (2024) |
| Steel Rose                          | 1989 - actualidad                                 | Insano (casete ENSA, 1994), Humanimal (1997), Angelis (2000), Antología del anciano Rey (grabado en 2015, lanzado en 2019). |
| Rolando Chaparro                    | 1990 - Actualidad                                 | Con Síntesis: Hagalí (1992), Conexión (1993). Con Kryzhia: Pasaje al más acá (1997). Solista: Savia (2003), Afropolca en vivo (2005), Afropolca 2 (2007), Chaparro 20 años (2008), Brasil 6x8 (2009), Hoja de Rutter (2010), Bohemio (2011), Roque Marangatu (2013), Redux (2015), Guay (2015), Redux 2 (2017), Viaje al Cosmos Paraguay (2018 participación de la obra de Hugo Bistolfi).32 (álbum en vivo, 2019). |
| Pax                                 | 1991 - actualidad                                 | Unidad (1994), Interminable EP (1996), Salvador (2003), Frágil(e) (2006), Interminable EP (plataformas digitales, 2023), Salvador EP (plataformas digitales, 2023) |
| Enemigos de la Klase                | 1992 - 2013                                       | Republika o muerte (1994), Sobre mártires, héroes y traidores (2001), Herida sudaka (2009), Mit Deutschen EP (2010). |
| Sabaoth                             | 1992 - 2010                                       | Sabaoth CD (1996), Windojourney (1998), Les Iluminnations (2008). |
| Gaudí                               | 1996 - 2011                                       | Radio Fábula (1996), Turbo (1999), La vida es más (2010). |
| Dokma                               | 1997 - 2011                                       | Afroloco I (2000), Amerikachorros (2002), Eurofeo (2009, álbum concluido pero sin lanzamiento oficial), Afroamerifeo (2011, compilado, incluye temas de los 3 lps de la banda). |
| Gaia                                | 1997 - Actualidad                                 | Almas? (1998), Dos (2000), Aves y peces (2004), 4 (2007), Gaia (2012), El Virus (2017), Almas XX (2019). |
| Partes Iguales                      | 1997 - Actualidad                                 | Algo de esas cosas (1999), Don Segundo (2002), Viejo Barrio (audioretrato) (2004), De un tiempo a esta parte (Recopilatorio) (2011), Como antes (2021) |
| Paiko                               | 1998 - 2021                                       | Al natural (2000), Azules y desiertos (2002), Impulsivamente (2005), Viento sur (2009), Bien vivo (2010), Agua para el mar (2015), Tigo Music Sessions (2017), Eléctrico (2020) |
| Revolber                            | 1999 - 2019                                       | Kasero, sucio y barato (2000), Ka'imonomacaco (2004), Sacoleiro Mágico (2008), Amoto Lado B (2013), Mad Professor vs Revolber FX EP (2015), Marangatu Rapai EP (Brasil 2016). DVD: Vivo en Tacumbu (2010), Un Revolber en la Chaca (2011). |
| Wisdom                              | 1993 - Actualidad                                 | Chrysalis of sphere (2000), Empire of Hadith - Chrysalis of sphere (2007), Behold the beast of the south (EP, 2008), Sacra privata (2009), God made flesh (2017), Saint Algolagnia Inmaculate (2024). Además, tiene coleccionables de casetes, vinilos, demos, compilados, split. |
| Enrique Hellmers                    | 2000 - Actualidad                                 | El músico tiene álbumes que incluyen pop y rock, con una vasta discografía de 52 títulos de larga duración: Calling home (2007), Beyond that (2007), After all these years (2007), Forgiving (2008), Earth (2008), Dear friend (2008), I am (2009), Home (2009), God's gifts (2009), Living light (2010), Keep the faith (2010), Just love (2010), Oneness (2011), Needless (2011), Metamorphosis (2011), Aquí (2013), Quantum jump (2013), Paradox (2013), Victory (2016), Unique (2016), Helena (2016), Aurora (2016), Bendiciones (2016), Boreal (2016), Chaco amado (2016), Compasión (2016), Deum (2016), Etnia (2016), Fides (2016), Génesis (2016), Reminding you (2016), Synthesis (2016), Theories (2016), XXI (2017), Why not me (2017), Aguije (2018), Youngerground (2018), Imagínate (Imaginate, 2019), Angels (2019), Juventud (2019), Zen (2020), Becoming one (2020), Liturgia (2020), Kinesis (2020), Cuts (2020), Che retâ (2021), Desires (2022), Echoes (2022), Menos que nada (2022), Ejerána (2022), Anéis do tempo (2022), Ancre Perdue (2023), Bora (2023), Accanto a te (2023) |
| Flou                                | 2000 - Actualidad                                 | Despertar EP (2000), Ataraxia (2003), Tácito (2006), Tanto y nada (2010), Instantáneas (plataformas digitales/DVD (2012), Universo inverso (2015). Encuentros únicos (2021), más sencillos, DVD, publicaciones en plataformas digitales. |
| Salamandra                          | 2000 - Actualidad                                 | Cianuro (Demo, 2004), Todo en tu cabeza (2010), Salamandra acústico (en vivo, 2013), Vamos de Gira (2013), Alma en peña (2015), El Inconsciente Roba Discos (2017), Cianuro (publicado como disco en plataformas digitales 2019), Lados B (en vivo, 2020), Corazón de hierro (2022) |
| Área 69                             | 2001 - 2011                                       | Todos tratamos de aprender (2003), La suerte y la muerte (2005), 12 razones para... (2008). |
| Fundidos Rock (antes Fundidos)      | 2001 - Actualidad                                 | De los fundidos (2003), La banda más rara de rock (2004), Extrañas desviaciones (2012) |
| Limón Sutil                         | 2002 - Actualidad                                 | Limón Sutil (2002), Limón en vivo (2015), Electrik! (2015), Limón Sutil III (2024) |
| Piter Punk (antes Peter Punk)       | 2002 - Actualidad                                 | La tierra del Nunca Jamás (2004, edición limitada), Días de gloria EP (2005), Punk Rock EP (2006), América EP (2007), Vuelvo hoy (2014), Qué bonita vecindad EP (2016). La causa de la historia (2019). |
| Ripe Banana Skins (RBS)             | 2002 - Actualidad                                 | RBS (2005), Oído Antena (2012), Las buenas intenciones (banda sonora, 2019). |
| SKP7                                | 2002 - Actualidad                                 | Reciclable (2005), Salvando al Planeta (2008), Seven (2022) |
| The Profane                         | 2003 - Actualidad                                 | Death N’ Roll From Hell (Mini-CD, 2004), Chaosbreed (2007), Raw Sessions Vol. 1 – Collection of EPs, Demos and Live Tracks (2013), Unholy Rock N’ Roll (2015), Too vile EP (2023) |
| La Secreta                          | 2004 - Actualidad                                 | La Secreta: Gratis es más rico (2004), Alma de cuero (2006), Demasiado (2011). |
| Garage 21                           | 2004 - Actualidad                                 | ¿Y ahora qué vas a hacer? (2007), Mucho gusto (2013), Fuego (2016). Qué bonita vecindad EP (2016). Y ahora? Mucho Fuego! En vivo (2019). |
| Los Chamos del momento              | 2004 - 2014                                       | El Triciclo de Torombolo (2005), EscuChamos (2006), San Petillón (2007) y El Hombre con más Camellos (2013). |
| Kchiporros                          | 2006 - Actualidad                                 | Los primeros discos orientados a cumbia pop, pero evolucionaron incorporando elementos de reggae, ska, pop, rock. Guaraní Cool (2007), Kachiporros (2008), Kachiporros 3D (2010), Calaveras & Bandidas (DVD 2012), Sr. Pombero (2012), Siente el movimiento (2014), El equilibrio EP 2018), Parte de Crecer (2020), Hasta arriba (2021). |
| Mente Salvaje (antes Pogomaníacos)  | 2006 - Actualidad                                 | Mente salvaje (2012), Ideas opuestas (2017), Traga el odio (2019). |
| The Force                           | 2007 - Actualidad                                 | Possesed by metal (CD en 2008, en vinilo 2013), Nations under attack (2011), Stormwarning (2013) |
| Mastermind                          | 2008 - Actualidad                                 | Strange agression (2013), Unstoppable drunks (2016), Conceiver of Doom (2018). |
| Pornostars                          | 2009 - Actualidad                                 | Pornostars (2011), Gatillo Fácil (2018), Mermelada (2022) |
| Zeitgeist                           | 2007 - Actualidad                                 | Zeitgeist EP (2010), Shallow play (2013), Mind (2015), Antarctica (2024) |
| Villagrán (antes Villagrán Bolaños) | 2011 - Actualidad                                 | Villagrán Bolaños y la fiesta del caos (2012), Villagrán Bolaños y el ritmo subtropical (2014), Villagrán Bolaños en vivo: Caos subtropical (2016), Sonidos siderales (2017), Quiero Nirvana EP (2024), El rito (2024) |
| Under Assault                       | 2011 - Actualidad                                 | Underground metal till dead (2016), Possesed by steel (2017), Deadliy experiments (2024) |
| Dalí                                | 2013 - Actualidad                                 | Dalí EP (2014), Fotografías (2014), Puentes (2017), Renacer (2023) |
| Kita Pena                           | 2013 - Actualidad                                 | Turista en mi país (2014), Lo de menos (2015), Casi nada de lo que nos enseñaron sirve para sonreír y otras fábulas (2018) |
| La Banda de Arturex                 | 2013 - Actualidad                                 | Arcano de Poeta (2015), Herminio (2020), Encuentro con Lucifer (2021) |
| La de Roberto LDR                   | 2013 - Actualidad                                 | Hemisferios (2014), Para evolucionar EP (2018), Ladenuestrober (2020), Sunset Sessions (2022), Lo mágico y lo místico (2022). |
| Luigi Manzoni                       | 2013 - Actualidad                                 | Imagino (Noi, 2013), Mi música soy yo (2015), Inside out (2016), Música = Música (2018), Billow ma (2019), Melómano EP (2020), Barajar EP (2021), Barajar (En vivo desde el Teatro Guaraní, 2021), Cover Vol. 1 EP (acústico, 2022), Space Vol. 1 (Slowed and reverbed, 2023), Covers Vol. 3 EP (con banda, 2023), Melómano EP (Instrumentales, 2023), No quiero suerte (2023). |
| Indio Químico                       | 2014 - Actualidad                                 | Indio Químico EP (2015), El Valle de las nubes (2017), Interior (2019), Esencial EP (2019), Haz (2019), Formas (2021), Formas (B-Side) (2022). |
| Adrian Benegas                      | 2019 - Actualidad                                 | Tragul (2017), The Revenant (2019), Diamonds in the Dark (2021). [Nota: Se pide por favor eliminar esta fila, pues el artista no cumple con los criterios señalados. The Revenenant es el único álbum full-length de Adrián Benegas como solista]. |

Hubo y existen grupos/solistas con un largo período de actividad, pero con reducida cantidad de lanzamientos discográficos oficiales de larga duración, como por ejemplo el icónico RH+ Positivo, grupo revelación de "Rock Sanber" y que marcó época. En otros casos ha faltado la difusión masiva o reconocimiento público (radios, TV, cable, grandes festivales, compartir escenario con bandas destacadas).
Agrupaciones que se han convertido en robustos exponentes del Rock hecho en Paraguay, logrando convocar a importante cantidad de seguidores, lograron difusión masiva, e inclusive llegaron hasta a 2 álbumes de larga duración oficiales: El Templo, Pirakutu, Morgana 595, Carnival Prozac Dreams, NOD 206, Slow Agony, Pipa para Tabaco, Ese Ka'a, Tribu Sónica, Bohemia Urbana, Los Rockers, Charlie Nutela, Antenna, Cristian Silva, Banana Pereira, Mauricio y las Cigarras, Versión Palmaloma Blues Band, The Crayolas, Eeeks, Kuazar.
Algunos otros grupos que se han consolidado luego de 2015, aun con solo un álbum + EPs: La Nuestra, La de Roberto, Cultura Nativa, EEEKS, Nestorló y Los Caminantes, Purahéi Soul, Marcela Lezcano, Andrea Valobra.
También el caso de Shaman que desde 1994 al 2015 produjeron un demo en formato casete. Formaron parte del compilado de bandas Evolución 2000 del sello discográfico IFSA en 1995, en 1999 lanzaron su LP "Ritual" en CD, y actualmente sus materiales son gratuitos en su sitio web y se manejan de manera no comercial, o "underground", editando temas en vivo en formato mp3.
Observación: No habiendo aun en Wikipedia una página exclusiva para el pop en Paraguay, surgieron varios exponentes como Cecilia Enríquez, Eley, Magma, Noi, Iván Zavala, Enrique Hellmers (¡53 discos!) a lo largo de los años (Se espera que haya páginas de Wikipedia también dedicadas al pop, la música latina, tropical, variada, nueva música paraguaya, jazz, electrónica, música cristiana contemporánea y otras, pues esta se circunscribe a lo relacionado con el rock, incluyendo: punk, heavy metal, y por extensión reggae-ska).